# Luigi Agnolin
Luigi Agnolin (Bassano del Grappa, 21 maart 1943 – 29 september 2018) was een Italiaanse voetbalscheidsrechter die internationaal actief was.
Agnolin leidde 226 wedstrijden in de Serie A. Hij was actief op het WK in 1986, waar hij onder meer de halve finale floot tussen West-Duitsland en Frankrijk. Vier jaar later floot hij ook op het WK in Italië.
Agnolin floot in 1987 de finale van de Europacup II tussen Ajax en Lokomotiv Leipzig. Een jaar later was hij de scheidsrechter bij de eindstrijd van de Europa Cup I tussen PSV en Benfica, die na een 0-0 eindstand (reguliere speeltijd plus verlenging) eindigde in een 6-5 strafschoppenoverwinning voor de ploeg uit Eindhoven.
Agnolin stond van 1987 tot en met 1989 in de top drie in de lijst van beste scheidsrechters ter wereld, opgesteld door de internationale federatie voor voetbalgeschiedenis en -statistieken IFFHS.

## Interlands
| Datum      | Plaats      | Wedstrijd                  | Uitslag | Competitie            | Kreeg geel | Kreeg voor de tweede keer geel en dus rood | Weggestuurd |
| ---------- | ----------- | -------------------------- | ------- | --------------------- | ---------- | ------------------------------------------ | ----------- |
| 25-03-1981 | Rotterdam   | Nederland – Frankrijk      | 1 – 0   | Kwalificatie WK 1982  | 3          | 0                                          | 0           |
| 22-05-1983 | Chorzów     | Polen – Sovjet-Unie        | 1 – 1   | Kwalificatie EK 1984  | 0          | 0                                          | 0           |
| 01-06-1984 | Marseille   | Frankrijk – Schotland      | 2 – 0   | Vriendschappelijk     | 0          | 0                                          | 0           |
| 02-06-1986 | Irapuato    | Sovjet-Unie – Hongarije    | 6 – 0   | WK 1986               | 0          | 0                                          | 0           |
| 16-06-1986 | Puebla      | Argentinië – Uruguay       | 1 – 0   | WK-eindronde          | 7          | 0                                          | 0           |
| 25-06-1986 | Guadalajara | Frankrijk – West-Duitsland | 0 – 2   | WK-eindronde          | 2          | 0                                          | 0           |
| 26-05-1987 | Glasgow     | Schotland – Brazilië       | 0 – 2   | Stanley Rous Cup 1987 | 0          | 0                                          | 0           |
| 14-09-1988 | Oslo        | Noorwegen – Schotland      | 1 – 2   | Kwalificatie WK 1990  | 0          | 0                                          | 0           |
| 03-06-1989 | Londen      | Engeland – Polen           | 3 – 0   | Kwalificatie WK 1990  | 1          | 0                                          | 0           |
| 14-06-1990 | Bologna     | Joegoslavië – Colombia     | 1 – 0   | WK 1990               | 1          | 0                                          | 0           |